# Allen Bailey
Allen Bailey (Sapelo Island, 25 marzo 1989) è un giocatore di football americano statunitense che gioca nel ruolo di defensive end per gli Atlanta Falcons della National Football League (NFL). Fu scelto nel corso del terzo giro (86º assoluto) del Draft NFL 2011 dai Chiefs. Al college ha giocato a football all'Università di Miami.

## Carriera professionistica

### Kansas City Chiefs
Bailey fu scelto dai Kansas City Chiefs nel corso del terzo giro del Draft 2011. Il suo primo sack lo mise a segno ai danni di Aaron Rodgers nella settimana 15. La sua stagione da rookie si concluse disputando tutte le 16 partite, nessuna delle quali come titolare, facendo registrare 10 tackle e un sack. La prima gara come titolare la disputò nella sconfitta della settimana 5 della stagione 2012 contro i Baltimore Ravens in cui mise a segno 2 tackle. La sua seconda stagione terminò con 10 presenze e soli 5 sack.
Nella gara del turno delle wild card dei playoff 2015-2016 contro i Texans, Bailey mise a segno due sack su Brian Hoyer e forzò due fumble nel 30-0 finale che portò i Chiefs a conquistare la prima vittoria nella post-season dal 1994.

### Atlanta Falcons
Nel 2019 Bailey firmò con gli Atlanta Falcons.

## Statistiche
| Partite totali      | 26  |
| Partite da titolare | 1   |
| Tackle              | 15  |
| Sack                | 1,0 |
| Intercetti          | 0   |

Statistiche aggiornate alla stagione 2012